# IN 吹奏楽
『IN 吹奏楽』（イン・すいそうがく）は、それぞれのテーマの曲を吹奏楽で演奏したものを収録した、CDのシリーズである。
第1弾は「TVドラマ編」から始まる。楽譜は全てミュージックエイトのを使用している。CDはEMIミュージック・ジャパンから出されている。収録の際の演奏は東京佼成ウインドオーケストラが演奏している。

## 収録曲

### TVドラマ編
- 2008年9月26日発売。指揮は松沼俊彦。
  1. Road of Gokusen -ごくせんより- （大島ミチル・作／佐藤博昭・編）
  2. 花より男子2（リターンズ）メインテーマ （山下康介・作／佐藤博昭・編）
  3. 篤姫 メインテーマ （吉俣良・作／小島里美・編）
  4. 相棒 メインテーマ （池頼広・作／山下国俊・編）
  5. HERO メインテーマ （服部隆之・作／山里佐和子・編）
  6. シンクロBOM-BA-YE （佐藤直紀・作／山里佐和子・編）
  7. 鹿男あをによし オープニングファンファーレ～エンディングテーマ （佐橋俊彦・作／小島里美・編）
  8. 銀の龍の背に乗って （中島みゆき・作／山下国俊・編）
  9. 北の国から -遥かなる大地より- （さだまさし・作／小島里美・編）
  10. 渡る世間は鬼ばかり オープニングテーマ （羽田健太郎・作／小島里美・編）
  11. 王様のレストラン オープニングテーマ（ボン・クラージュ！～勇気～） （服部隆之・作／小島里美・編）
  12. 王様のレストラン テーマ （服部隆之・作／小島里美・編）
  13. 華麗なる一族 メインテーマ （服部隆之・作／山里佐和子・編）